# Mikel Soto Nolasco
Mikel Soto Nolasco (Pamplona, 1978) és un escriptor basc llicenciat en Història. El 2022, Pol·len Edicions va publicar una edició bilingüe del seu primer poemari, Quan els focs cremen, en què narra la pròpia experiència de participar de la kale borroka i de les implicacions d'entregar-se a la lluita per l'alliberament del País Basc.
L'any 2002 va ser detingut per la Guàrdia Civil a Castelló de la Plana, traslladat a la caserna de Tres Cantos, on va romandre incomunicat durant onze dies i va patir tortures i, finalment, va ser acusat per l'Audiència Nacional de dirigir el comando Urbasa i d'haver assassinat un regidor de Leitza d'Unió del Poble Navarrès. Dos anys més tard, ell i els altres tres companys acusats de formar part del comando Urbasa van ser posats en llibertat provisional, exculpats del delicte d'assassinat i condemnats per «col·laboració amb banda armada en grau de temptativa».

## Obra publicada

### Biografia
- Unamuno (2006, Elkar, coautoria amb Iñaki Soto)

### Poesia
- Suak pizten direnean (2020, Elkar)